# Carlo Ghirelli
Carlo Ghirelli (Mantova, 25 maggio 1901 – ...) è stato un calciatore italiano, di ruolo difensore.

## Carriera
Con il Mantova disputa 53 gare nei campionati di Prima Divisione 1922-1923, 1924-1925 e 1925-1926.

## Palmarès

### Club

#### Competizioni nazionali
- Seconda Divisione: 1

Mantova: 1923-1924